# Cagny (Somme)
Cagny (picardisch: Cagnin) ist eine nordfranzösische Gemeinde mit 1198 Einwohnern (Stand 1. Januar 2022) im Département Somme in der Region Hauts-de-France. Die Gemeinde liegt im Arrondissement Amiens, ist Mitglied des Gemeindeverbands Amiens Métropole und gehört zum Kanton Amiens-5. Die Bewohner werden Cagnisiens und Cagnisiennes genannt.

## Geographie
Die Vorortgemeinde von Amiens liegt rund 4,5 km südöstlich der Départementshauptstadt und unmittelbar an diese anschließend am linken (südlichen) Ufer der versumpften Avre an der Straße nach Boves. Cagny besitzt einen unmittelbaren Anschluss an die Autoroute A29.
Umgeben wird Cagny von den vier Nachbargemeinden:
| Amiens        |                                             | Longueau |
|               | Kompassrose, die auf Nachbargemeinden zeigt | Boves    |
| Saint-Fuscien |                                             |          |

## Geschichte
In Cagny befindet sich eine prähistorische Fundstätte im Bois de la Garenne mit Funden von Homo heidelbergensis, ebenso in L‘Épinette. In der gallo-römischen Epoche war Cagny vom Stamm der Ambianer bewohnt, auch wurden Spuren einer römischen Villa gefunden. 
1146 wird der Ort erstmals als Cannicum genannt. Im Hochmittelalter war er von der Kastellanei von Boves abhängig, die hier das Recht der niederen Jagd (droit de garenne) besaß. Nach der Plünderung durch spanische Truppen im Jahr 1643 wurde das Schloss, das im Ersten Weltkrieg als Militärkrankenhaus diente, 1650 neu errichtet. Im Deutsch-Französischen Krieg war Cagny 17 Tage lang von preußischen Truppen besetzt. Im Zweiten Weltkrieg hatte Cagny unter alliierten Luftangriffen zu leiden, aber weniger als Amiens und Longueau.

## Einwohner
| 1962 | 1968 | 1975 | 1982 | 1990 | 1999 | 2006 | 2013 | 2020 |
| ---- | ---- | ---- | ---- | ---- | ---- | ---- | ---- | ---- |
| 712  | 730  | 801  | 1026 | 1407 | 1400 | 1305 | 1224 | 1208 |

## Verwaltung
Bürgermeister (maire) ist seit 2014 Alain Molliens.

## Wirtschaft
Südzucker beabsichtigt, die von der Tochterfirma Saint Louis Sucre S.A. betriebene Zuckerfabrik in Cagny zu schließen.

## Sehenswürdigkeiten
- Die Pfarrkirche Saint-Honoré, teils aus dem Jahr 1614, teils neugotisch aus dem Jahr 1868.[2]
- Reste des Priorats Notre-Dame-des-Moutiers, gegründet im 12. Jahrhundert, Reste der Kirche seit 1974 als Monument historique eingeschrieben.
- Der archäologische Steinbruch der Garenne.[3] Die Fundstätte mit Artefakten aus dem Mittelpaläolithikum ist seit 1959 als Monument historique klassifiziert.
- Das Gefallenendenkmal aus dem Jahr 1922.